# Pcb-rnd
pcb-rnd es una applicación de software modular y pequeño (núcleo menor a 60 mil líneas de código, plugins alrededor de a 100 mil) que se utiliza para el diseño de circuitos electrónicos. Este se utiliza tanto profesionalmente como en universidades. Está disponible en presentaciones para varios sistemas operativos. Se centra en el soporte de múltiples formatos de archivo, scripting, soporte de múltiples fuentes, un lenguaje de consulta y soporte de línea de comandos para procesamiento por lotes y automatización. El software proporciona interfaces de usuario para la línea de comandos, gtk2+gdk, gtk2+gl y motif soportando múltiples interfaces de usuario para cada caso.

## Historia
pcb-rnd se desarrolló originalmente a partir de una fork amistoso del proyecto gEDA PCB. En 2020, pcb-rnd se financió a través de NGI0 PET como parte del programa de Internet de próxima generación de la Comisión Europea.